# Эбербах
Эбербах (нем. Eberbach) — город в Германии, в земле Баден-Вюртемберг. Расположен на реке Неккар в 33 км на восток от Хайдельберга.
Подчинён административному округу Карлсруэ. Входит в состав района Рейн-Неккар. Население составляет 14917 человек (на 31 декабря 2010 года). Занимает площадь 81,16 км². Официальный код — 08 2 26 013.
Город подразделяется на 10 городских районов.

## Достопримечательности
Эбербах расположен на туристическом маршруте «Дорога замков» (от Манхайма до Праги) и, кроме живописного расположения, обладает множеством исторических памятников:
- Старый город Эбербаха с многочисленными фахверковыми домами и фрагментами средневековых городских укреплений
- Старая ратуша
- Руины замка Эбербах — развалины трёх средневековых замков на одной горной вершине
- Замок Штольценэк в районе Рокенау
- В городском лесу растёт одно из самых высоких деревьев Германии — дуглазия, или псевдотсуга Мензиса высотой более 60 м.

В Эбербахе ежегодно проводится ряд мероприятий под названием «Eberbacher Bärlauchtage» (дослвно: Эбербахские дни черемши или Эбербахский фестиваль черемши), посвящённых черемше, обильно произрастающей в регионе, и её использованию в кулинарии.

## Фотографии
Панорама города и реки Неккар

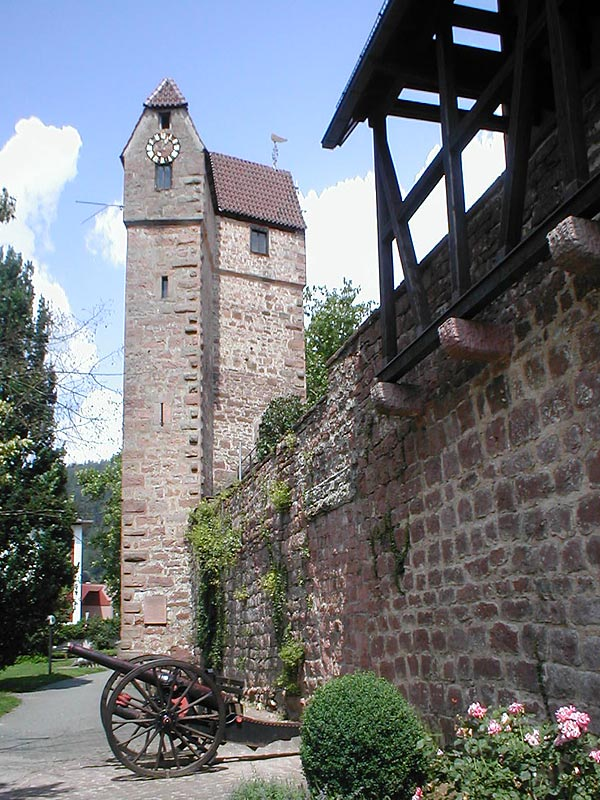
Пороховая башня
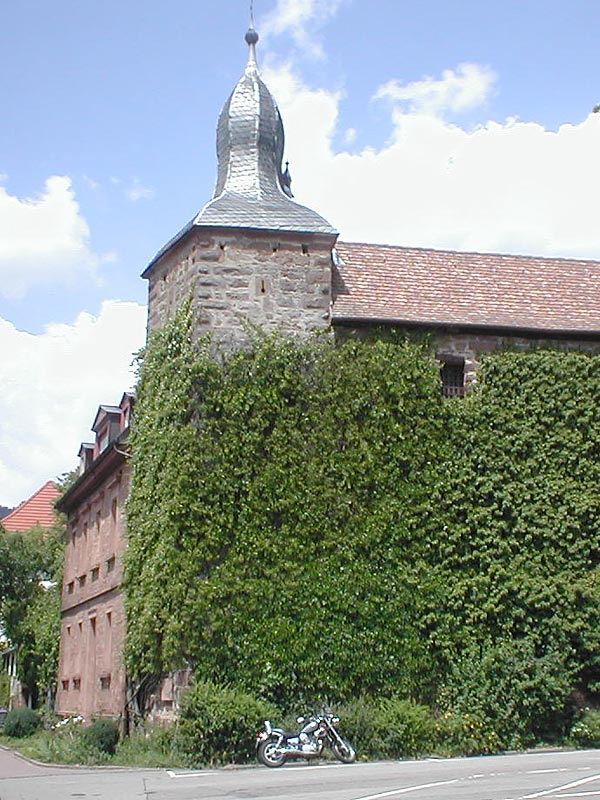
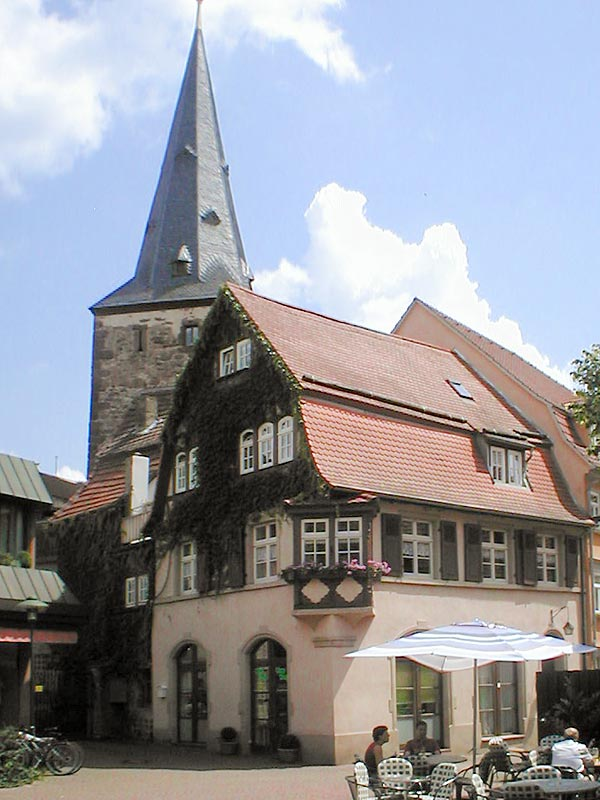
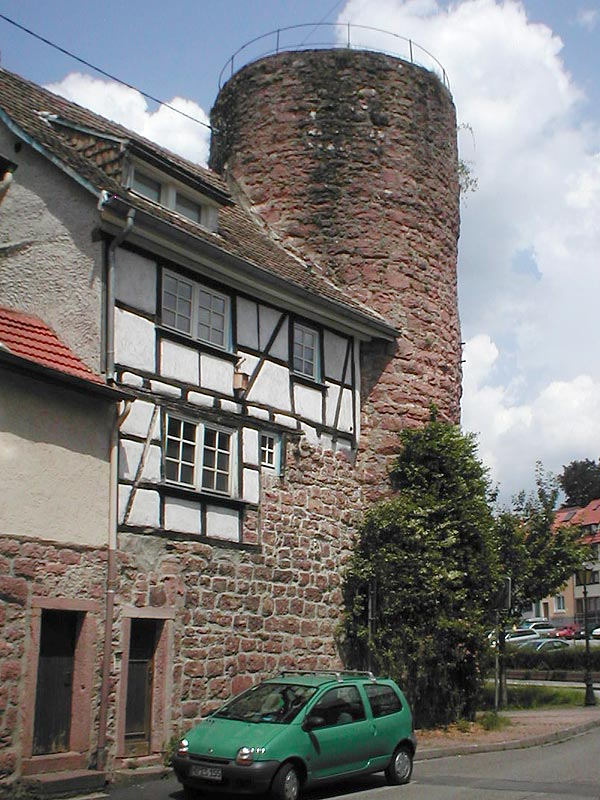
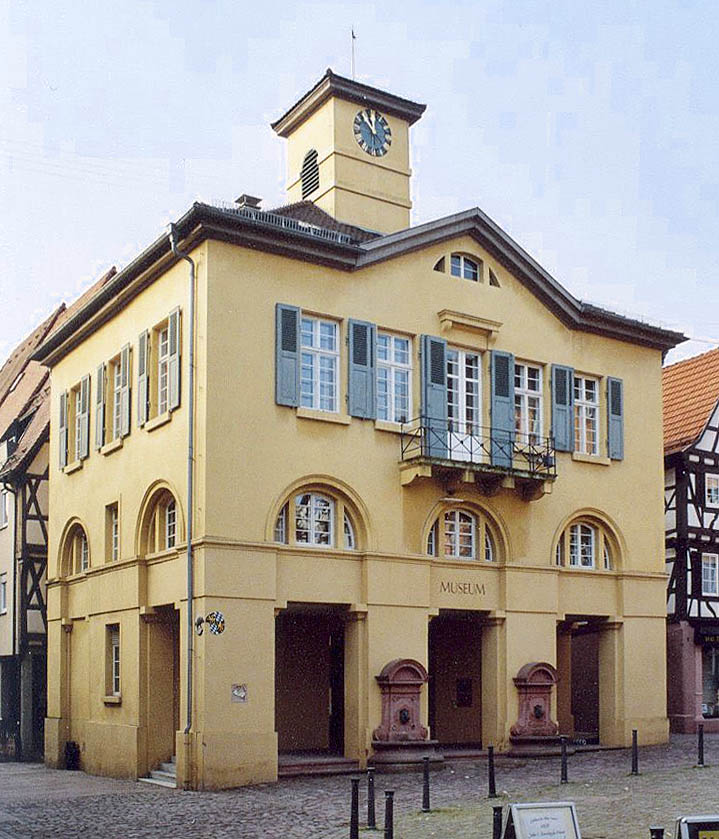
Старая ратуша
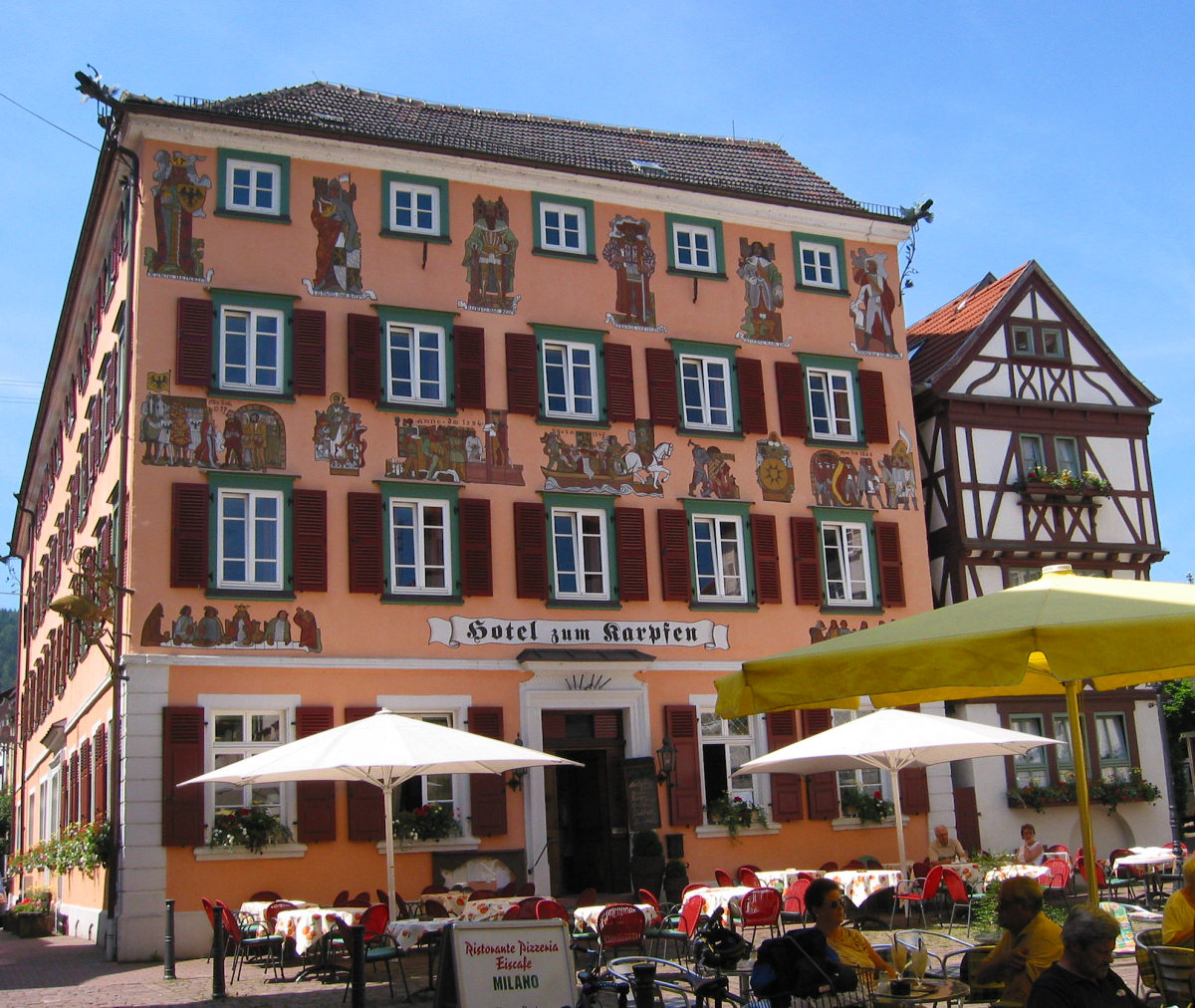
Отель Карпфен
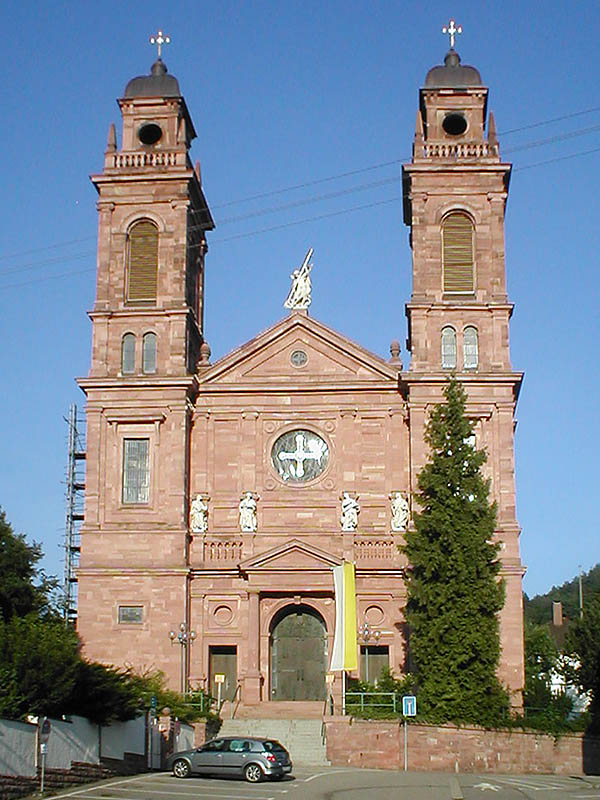
Церковь св. Иоанна Непомука
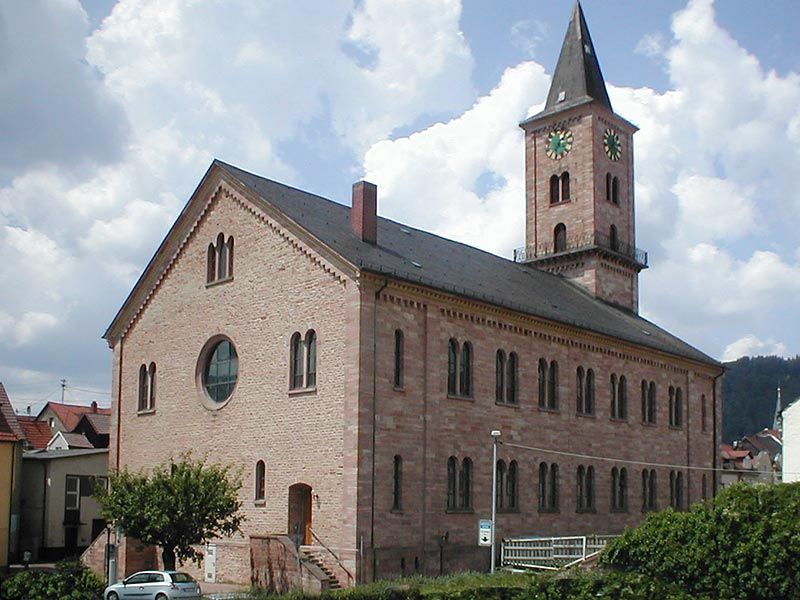
Евангелическая церковь
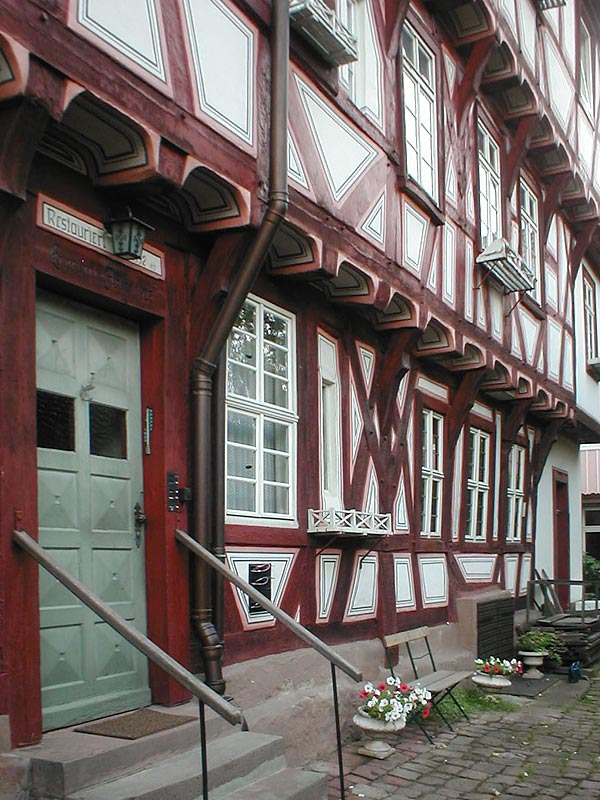
Эбербахский двор
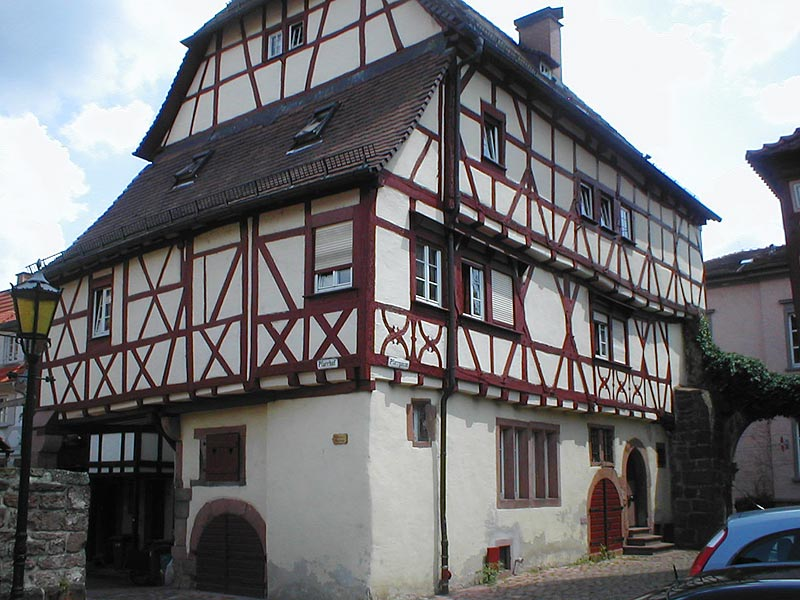
Беттенорфский дом
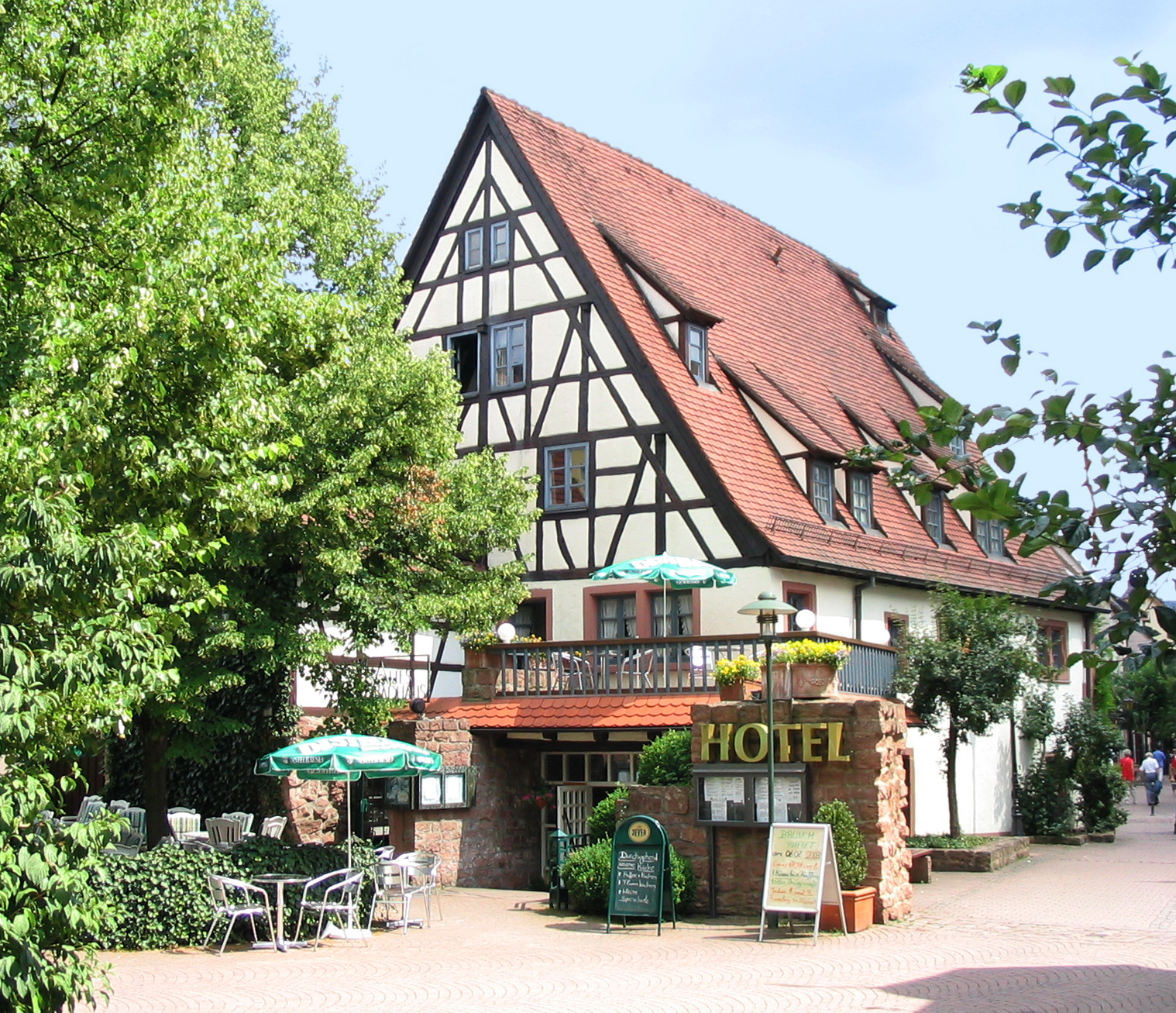
Старая купальня
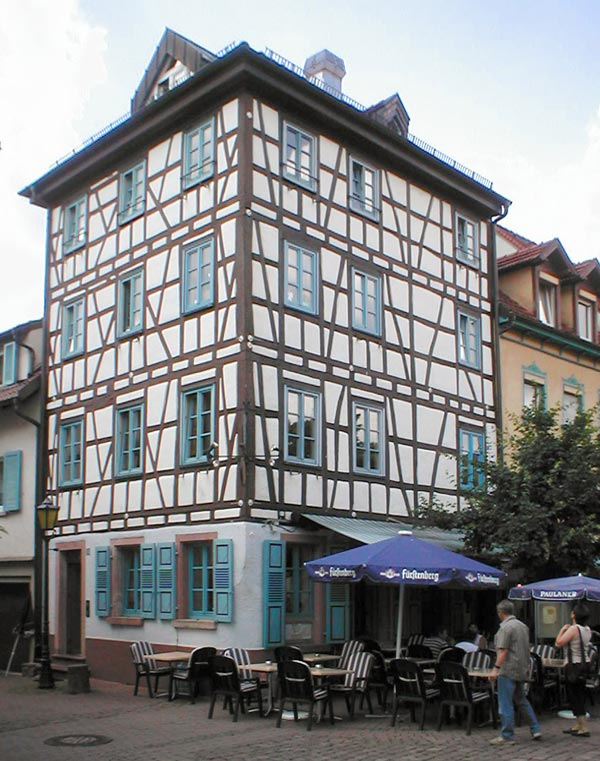
Исторический фахверковый дом